# Illa Santa Bàrbara

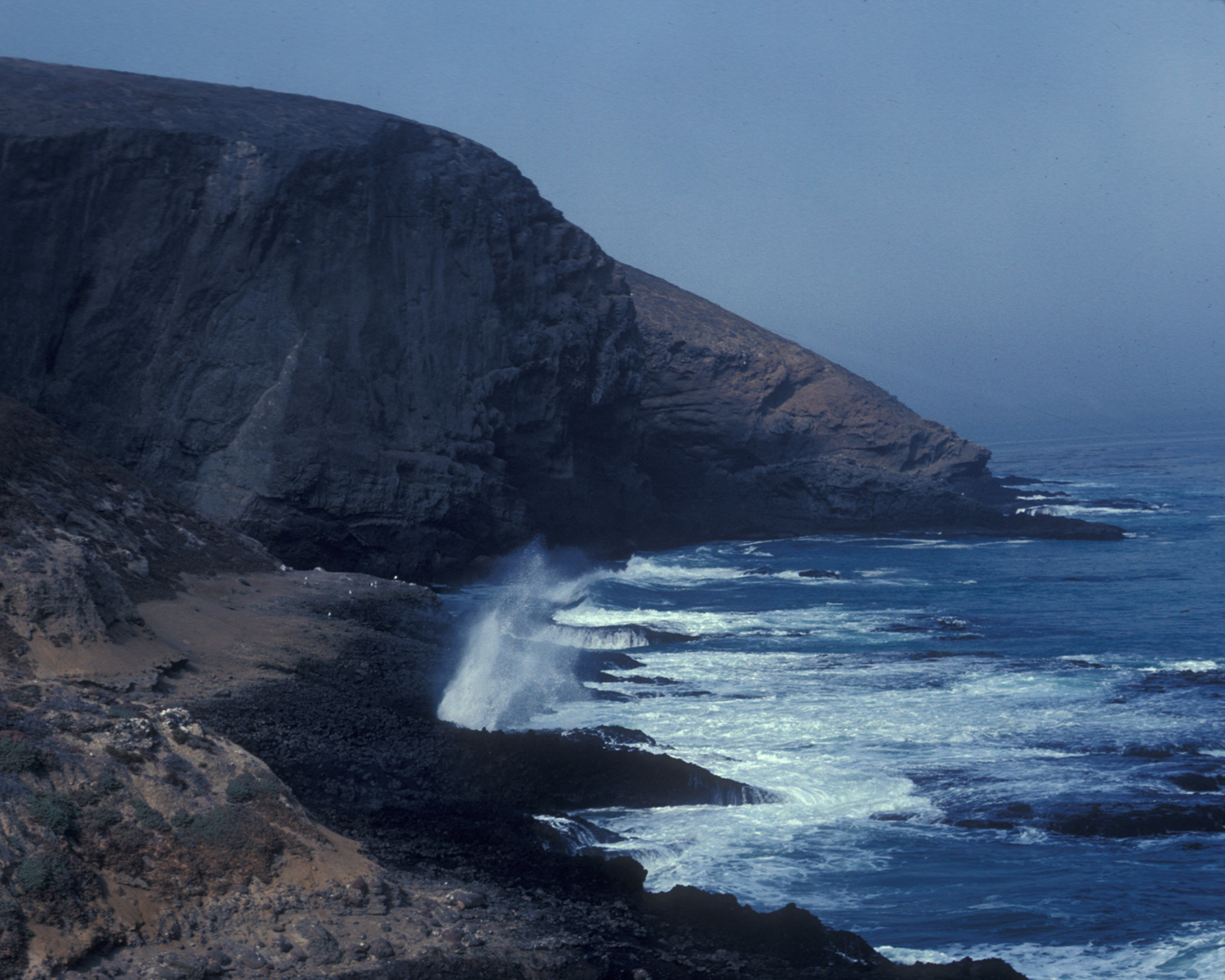
L'illa Santa Bàrbara

L'illa Santa Bàrbara és una de les vuit illes Santa Bàrbara, a aproximadament vuitanta quilòmetres de la costa de Califòrnia. Amb només 2,6 quilòmetres quadrats, és la més petita de totes. Es formà per processos volcànics.
L'illa Santa Bàrbara és l'única illa del sud del Parc del Canal.
És la més petita de les Illes del Canal, però, és gran en vida salvatge i possibilitats d'aventura. Situada a unes 55 milles de la costa, el temps de viatge des del Comtat de Ventura és de 2,5 a 3 hores depenent del port de sortida. La travessa del canal augmenta l'oportunitat de veure una gran varietat de vida silvestre, com balenes, dofins i aus marines.

| Illes Santa Bàrbara                                                                                            |
| --- |
| Anacapa · Sant Climent · Sant Miquel · Sant Nicolau · Santa Bàrbara · Santa Catalina · Santa Cruz · Santa Rosa |